# Fagiolo zolfino
Il fagiolo zolfino è una cultivar di Phaseolus vulgaris registrato come PAT di alcune zone della Toscana. È detto anche fagiolo del cento perché viene seminato il centesimo giorno dell'anno, o fagiolo burrino. Lo zolfino è piccolo e tondo, fino agli anni '80 del secolo scorso lo si poteva trovare solo da pochi agricoltori nella zona collinare intorno a Loro Ciuffenna e Terranuova Bracciolini.
Riscoperto e valorizzato nella seconda metà del Novecento, se ne producono circa 20 tonnellate nell'area "tipica" della dorsale valdarnese del Pratomagno a 250, 300 metri ma anche più in alto fino a 600 metri.
Il suo nome deriva dalla colorazione giallo pallido, simile allo zolfo. Le caratteristiche che lo esaltano sono la buccia finissima (particolarità che lo rende molto digeribile), oltre alla consistenza densa e cremosa, l'intenso sapore, la capacità di reggere la cottura.
Ama i terreni poveri e non sopravvive in pianura, perché il suo apparato radicale – estremamente superficiale – non tollera il minimo ristagno d'acqua. Si semina generalmente in aprile, spesso sulle terrazze sotto gli olivi, in modo che l'acqua scivoli via, tra le pietre dei muretti a secco.